# The Settlers II
The Settlers II: Veni, Vidi, Vici est un jeu vidéo de gestion de type city-builder développé par Blue Byte Software et publié le 31 août 1996. Cette suite de The Settlers (1993) propose une campagne, 18 cartes, et un mode multijoueur où l'écran est divisé en deux et où les adversaires jouent sur le même ordinateur (l'un avec une souris connectée à un port PS/2, l'autre avec une souris connectée au port COM).
Entre 1996 et 1997, Blue Byte Software commercialise un Mission CD (qui  ajoute un éditeur, une campagne sur la Terre, et 12 nouvelles cartes), puis une version Gold qui compile The Settlers II et le Mission CD.
En 2006, le jeu The Settlers II 10th Anniversary propose une version aux graphismes améliorés pour fêter le dixième anniversaire de la série et pour satisfaire les fans convaincus que le deuxième épisode était le plus réussi de tous.
En 2007, le jeu est adapté pour la Nintendo DS et vendu sous le titre The Settlers.
En 2021, une adaptation open source est proposée sous le nom de Widelands,.

## Trame
Le joueur incarne le leader d'un clan de Japonais, de Nubiens, de Romains, ou de Vikings (les différences ne sont qu'esthétiques) et son objectif est de bâtir un royaume en exploitant les ressources naturelles (bois, eau, pierre, minerais, céréales, animaux, poissons).
Le mode « jeu libre » permet de s'amuser après avoir défini les paramètres de la partie (carte, alliances, objectif, réserves initiales, etc.) ; le but du jeu consiste généralement à conquérir les 3⁄4 de la carte ou à détruire ses adversaires.
Les scénarios proposent des cartes avec un ou plusieurs défis à relever (exemples : peu de ressources ou ressources dispersées, ennemis déjà alliés et surarmés, etc.), et chacun de ces « puzzles » a une solution bien particulière.
La campagne de l'édition The Settlers II: Veni, Vidi, Vici est composée de dix chapitres, chacun ayant pour objectif final d'atteindre un portail de téléportation vers un autre monde. En effet, le joueur incarne un navigateur romain dont le bateau a fait naufrage sur une île inconnue et qui tente de regagner Rome en passant d'îles en îles. Les quatre premiers scénarios permettent d'appréhender progressivement les principes du jeu : mise en place de l'économie, gestion de la logistique, extension du domaine, exploitation du sous-sol, utilisation des militaires et des catapultes.
La campagne supplémentaire du Mission CD propose 9 missions qui se déroulent sur notre Terre (Europe, Afrique, nord et sud de l'Amérique, Groenland, Australie, nord et sud de l'Asie, Japon).

## Système de jeu

### Principes
The Settlers II est un jeu de gestion de type city-builder. Le principe du jeu consiste à s'affronter sur une carte divisée entre plusieurs royaumes. Chaque joueur débute la partie avec uniquement son quartier général et quelques réserves pour commencer ses activités.
La gestion du domaine repose sur la bonne connexion des voies de communication, sur le regroupement des industries aux besoins complémentaires, et sur l'établissement des priorités que doivent respecter les unités (priorités de transport des marchandises, priorités d'allocation des matières premières ou des biens produits, priorités de fabrication des différents outils, priorités de remplissage des édifices militaires, priorités d'attaque et de défense).

### Unités
Les unités sont gérées automatiquement. La plupart vont travailler dans un bâtiment à vocation économique (ferme, mine, élevage, etc.) ou servent de commis qui transportent les objets de proche en proche (des drapeaux servent à définir les points où sont échangés ces objets).
Des érudits servent de géologues pour découvrir les gisements de minerais (fer, or, charbon, granit) et les sources d'eau. Des géomètres et des maçons aménagent le terrain et construisent les bâtiments. Des explorateurs vont voir au-delà des frontières et révèlent la topographie des lieux (cachée en début de partie).
Les soldats ont 5 grades qui déterminent leur efficacité : tireur, affranchi, sous-officier, officier, général. Les soldats stationnés dans les baraquements, les salles des gardes, les tours de garde, ou les forteresses progressent grâce aux pièces d'or qui leur sont apportées. Seule la présence d'au moins un soldat dans l'un de ces quatre types de bâtiments permet au joueur d'agrandir son territoire (un bâtiment vide n'a aucun effet). Pour attaquer, le joueur doit envoyer des troupes s'emparer des bâtiments frontaliers où stationnent des soldats ennemis ; un édifice militaire n'est capturé qu'après la mort de tous les soldats qui y résidaient. Quand le territoire du joueur s'agrandit, les influences des adversaires s'équilibrent en fonction des bâtiments militaires encore présents et occupés, et les autres constructions ennemies présentes dans la zone du vainqueur sont incendiées.

### Bâtiments
Les bâtiments remplissent diverses fonctions économiques, militaires, et logistiques, toutes indispensables au développement du domaine. Certaines ressources naturelles s'épuisent au fil du temps (poissons, granit, gisements).

## Accueil
| The Settlers II       |      |       |
| Média                 | Pays | Notes |
| Computer Gaming World | US   | 4/5   |
| GameSpot              | US   | 73 %  |
| Gen4                  | FR   | 4/6   |
| Joystick              | FR   | 90 %  |
| PC Team               | FR   | 95 %  |